# لوك غريمس
لوك غريمس (بالإنجليزية: Luke Grimes)‏ مواليد 21 يناير 1984 في دايتون، الولايات المتحدة، هو ممثل أمريكي بدأ مسيرته الفنية سنة 2006.

## الأعمال

### أفلام
- جميع الأولاد يحبون ماندي لين (2006) (بدور: جيك)
- تيكن 2 (2012) (بدور: جيمي)
- قناص أمريكي (2014) (بدور: مارك ألان لي)
- خمسين ظل من جراي (2015) (بدور: إليوت غراي)
- السبعة الرائعون (2016)

### مسلسلات
- الاخوة والاخوات (2009)
- دم حقيقي (2013) (بدور: جيمس)

## روابط خارجية
- لوك غريمس على موقع IMDb (الإنجليزية)
- لوك غريمس على موقع روتن توميتوز (الإنجليزية)
- لوك غريمس على موقع ألو سيني (الفرنسية)
- لوك غريمس على موقع ميوزك برينز (الإنجليزية)
- لوك غريمس على موقع أول موفي (الإنجليزية)
- لوك غريمس على موقع قاعدة بيانات الأفلام السويدية (السويدية)
- لوك غريمس على موقع ديسكوغز (الإنجليزية)
- لوك غريمس على موقع قاعدة بيانات الفيلم (الإنجليزية)
- لوك غريمس على موقع كينوبويسك (الروسية)